# 賴恩貝格山 (薩爾茨堡)
47°47′41″N 13°2′11″E / 47.79472°N 13.03639°E

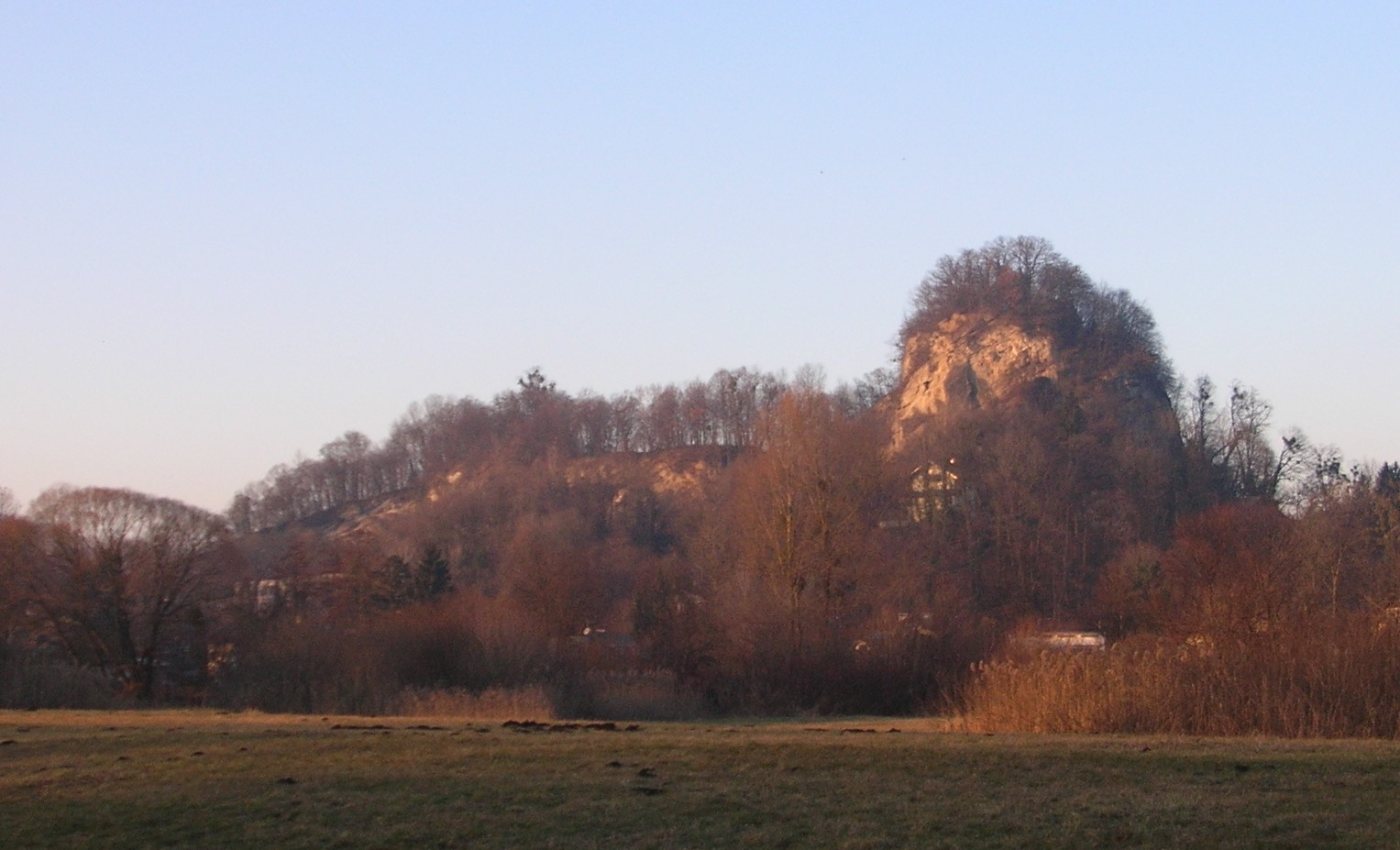

賴恩貝格山（德語：Rainberg），是奧地利的山峰，位於該國中部，由薩爾茨堡州負責管轄，距離要塞山0.7公里，該山峰海拔高度510米，每年平均降雨量1,894毫米。